# El Punt
El Punt fou un diari en llengua catalana nascut el 24 de febrer del 1979 a les comarques gironines amb el nom de Punt-Diari. Fundat per Pius Pujades i Just M. Casero. Va sortir amb una feble base empresarial —la cooperativa de lectors Papirus i múltiples aportacions privades a Edicions Comarcals SA— i sota els condicionaments polítics propis de la transició democràtica. Al cap de poc temps se'n va fer càrrec l'empresa editora Edicions Periòdiques de les Comarques SA, i de manera progressiva el diari millorà la seva infraestructura i es confirmà com un mitjà d'informació independent al servei de la col·lectivitat. És un diari amb vocació comarcal que a poc a poc ha anat dilatant el seu àmbit geogràfic. Així, si el plantejament inicial preveia cobrir únicament les comarques gironines, posteriorment s'ha estès fins a arribar a l'Alt Maresme i a Perpinyà, en aquest cas en format de setmanari, Punt Catalunya Nord que es va mantenir durant vuit anys (1987-1994). El tiratge que passava de 3400 exemplars l'any 1980, en reflecteix la consolidació. Des de l'any 1982 té com a suplement dominical l'emblemàtica revista Presència, que des de 1991 comparteix amb altres publicacions catalanes.
A partir de l'any 1990 la capçalera de Punt Diari es redueix únicament a El Punt. El 2001 creà la Coordinadora de Mitjans amb vuit publicacions catalanes més. La publicació disposà, fins al 2011, de deu edicions territorials: les edicions diàries de Barcelona, Barcelonès nord, Comarques gironines, Maresme, Camp de Tarragona - Terres de l'Ebre, Penedès i Vallès Occidental; i les edicions setmanals de Perpinyà, País Valencià i el Pati. Aquesta darrera era l'edició de l'Alt Camp i la Conca de Barberà.
El 24 de febrer de 2009, amb motiu del trentè aniversari del rotatiu, es posà en funcionament l'edició digital amb la inauguració de la pàgina web. L'abril de 2010 fou guardonat amb el Premi Nacional a la Projecció Social de la Llengua Catalana concedit per la Generalitat de Catalunya.
El diumenge 31 de juliol de 2011 va efectuar la seva fusió de capçaleres amb el diari Avui, sortint al mercat el nou diari El Punt Avui. El Punt, però, va mantenir una edició pròpia per les comarques gironines, lloc on va néixer el diari.

## El Punt Avui
El 27 de novembre del 2009, el diari El Punt (Hermes Comunicacions) va adquirir el diari Avui amb la compra del 100% de les accions de la Corporació Catalana de Comunicació, l'editora de l'Avui des del 2004. D'aquesta manera naixia el primer gran grup de comunicació escrita en català, que comptava amb 54.000 exemplars cada dia al carrer i més de 600.000 lectors a internet. Amb aquesta fusió editorial, el diari El Punt i Avui van compartir web i alguns escrits en paper.
Finalment, el 31 de juliol de 2011 van unificar les capçaleres dels dos diaris amb la sortida del diari El Punt Avui.
Des que Hermes Comunicacions va comprar l'Avui hi ha hagut quatre expedients de regulació al diari. El primer, el 2010, sis mesos després de la compra, va afectar uns 55 dels 130 treballadors de la capçalera de la Corporació. El segon, el 2011, va suposar la sortida d'unes 40 persones, majoritàriament d'El Punt. El tercer, l'ERO temporal de l'estiu de 2011. I el quart, imposat el gener de 2012 i que va afectar 49 treballadors.

## Directors d'El Punt
- 1979-1979: Jordi Negre
- 1979-1980: Carles Sánchez-Costa
- 1980-1980: Xavier Roig
- 1980-1982: Pius Pujades
- 1982-1985: Josep Collelldemont
- 1985-1985: Jaume Fabra
- 1985-1986: Carles Revés
- 1986-1989: Enric Matarrodona
- 1989-1992: Joan Vall Clara
- 1992-2011: Emili Gispert